# Ať vejde ten pravý
Ať vejde ten pravý (švédsky Låt den rätte komma in, anglicky Let the Right One In) je švédský romantický horor, který režíroval Tomas Alfredson. Vznikl na základě novely Låt den rätte komma in Johna Ajvide Lindqvista, který také tvořil scénář.
Film vypráví o dvanáctiletém šikanovaném chlapci, který rozvíjí přátelství s upíří dívkou Eli. Vše se odehrává v Blackebergu – předměstí Stockholmu – na počátku 80. let. Režisér Alfredson, neobeznámený s hororovým žánrem, se rozhodl změnit mnoho prvků z románu a zaměřit se především na vztah mezi dvěma hlavními charaktery. Výběr hlavních rolí zabral jeden rok s castingy po celém Švédsku. Nakonec však byl vybrán jedenáctiletý Kåre Hedebrant a Lina Leandersson. Ti byli následovně oceněni nejen režisérem Alfredsonem, ale i filmovými recenzenty pro jejich skvělé výkony.
Film obdržel rozsáhlé mezinárodní kritiky a získal četná ocenění, včetně Founders Award for Best Narrative Feature, v roce 2008 na Tribeca Film Festivalu a také cenu Méliès d'Or od Evropské federace fantasy-filmových festivalů v roce 2008 za Nejlepší evropský fantasy celovečerní film, stejně jako čtyři Guldbagge ceny od Švédského filmového institutu.

## Příběh
Oskar (Kåre Hedebrant) je dvanáctiletý chlapec, který žije se svou matkou na předměstí Stockholmu – v Blackebergu. Celý děj se odehrává kolem roku 1982. Je neustále šikanován svými spolužáky a on tráví večery sněním o pomstě. Jednou v noci potká stejně starou a velmi bledou Eli (Lina Leandersson). Eli se nedávno přistěhovala do vedlejšího bytu, kde žije se starším mužem jménem Håkan (Per Ragnar). Eli zpočátku řekne Oskarovi, že nemohou být přáteli. Ten jí však jednou půjčí svou Rubikovu kostku a vymění si spolu pár vzkazů přes společnou zeď pomocí Morseovy abecedy. Tím si po čase začnou být více blízcí. Jakmile se Håkan dozví o jejich vztahu, zakáže Eli Oskara vídat.
Po vyptávání na jizvu na Oskarově tváři, Eli zjistí, že je šikanován svými spolužáky a zastává se ho. To ho inspiruje a začne rozvíjet svoji fyzičku chozením na posilovací hodiny.
Mezitím Håkan zavraždí jednoho z místních obyvatelů, aby zajistil krev pro Eli. Při tom je vyrušen dvěma kolemjdoucími ženami, uteče a ke krvi se již nevrátí. Eli je kvůli tomu velmi naštvaná a přepadne zdejšího usedlíka Jockeho (Mikael Rohm) na jeho cestě domů z baru. Håkan se pak pokusí ukrýt jeho tělo v jezeře.
Při jeho posledním pokusu o zajištění krve od mladých kluků v tělocvičně, selže a má být chycen. Håkan si na obličej záměrně vylije předem připravenou kyselinu, aby ho vyšetřovací orgány nemohly identifikovat a tím jim zabránit sledovat Eli. Eli vypátrá, ve které nemocnici je Håkan držen a vyšplhá za ním po zdi. Håkan ji pustí dovnitř oknem a nabídne jí svoji krev, aby se nasytila. Pak skočí z okna a zabije se. Osamocená Eli jde do Oskarova bytu a stráví s ním noc.
Během školního výletu na jezero, někteří z Oskarových spolužáků objeví Jockeho tělo, které tam ukryl Håkan. V tu samou chvíli se Oskar konečně postaví svým trýznitelům, kteří ho chtějí hodit do vody. Praští jejich vůdce Connyho (Patrik Rydmark) kovovou tyčí do hlavy a on skončí s poraněním ucha.
O něco později Oskar ukáže Eli svoji tajnou skrýš. Netuší ovšem, že je upír a chce s ní vytvořit krevní pouto. Řízne se tedy do ruky a ponouká Eli, aby udělala totéž. Ta začne dychtit po krvi, ale zároveň nechce zranit Oskara a tak raději uteče pryč. Brzy poté napadne Virginii (Ika Nord), místní obyvatelku, která se vrací z posezení s Jockeovými starými přáteli. V tu chvíli se ale objeví Lacke (Peter Carlberg), její i Jockeův přítel, a přeruší útok.
Virginie přežije, ale brzy zjistí, že je velmi citlivá na sluneční světlo. Leží v nemocnici a když se dozví čím se stala, požádá o rozvinutí žaluzií. Jakmile sluneční světlo vnikne dovnitř, vznítí se a shoří.
Lacke, který kvůli Eli přišel o všechno, je rozhořčen a pátrá po bytě, kde bydlí Eli s Håkanem. Vloupe se do něj a následně najde Eli, jak spí ve vaně. Chystá se na ni zaútočit nožem, ale Oskar, který všechno zpovzdálí sleduje, odvrátí jeho pozornost. Eli se mezitím vzbudí a Lackeho nemilosrdně zabije. Eli následně zjišťuje, že je nebezpečné, aby zůstala a řekne to Oskarovi.
Druhý den ráno Oskar přijme telefonát od Connyho kamaráda Martina (Mikael Erhardsson), který ho láká, aby s nimi šel na školní fitness program v místním bazénu. Skupina tyranů, vedená Connym a jeho starším bratrem Jimmym (Rasmus Luthander), zapálí popelnici aby odvedli pozornost učitele Ávily (Cayetano Ruiz) a ostatních. Oskar zůstane uvězněn v bazénu, kde ho Jimmy pod výhrůžkou donutí k tomu, aby tři minuty zůstal pod vodou a přitom zadržoval dech. Oskar je pod vodou, ale nad hladinou se něco děje. Brzy, Jimmyho hlava oddělená od těla klesá ke dnu a pak i jeho ruka, která držela Oskara pod vodou. Eli vytáhne Oskara z vody. Kolem bazénu leží tři roztrhaná těla a na lavičce vzlyká čtvrtý tyran Andreas (Johan Sömnes).
Později Oskar odcestuje vlakem pryč i s Eli, která je ukrytá v jeho kufru, v bezpečí před slunečním zářením.

## Obsazení
| Kåre Hedebrant                       | Oskar                       |
| Lina Leandersson (Elif Ceylan, hlas) | Eli                         |
| Per Ragnar                           | Håkan                       |
| Henrik Dahl                          | Erik, Oskarův otec          |
| Karin Bergquis                       | Yvonne, Oskarova matka      |
| Peter Carlberg                       | Lacke                       |
| Ika Nord                             | Virginia                    |
| Mikael Rahm                          | Jocke                       |
| Karl Robert Lindgren                 | Gösta                       |
| Anders T. Peedu                      | Morgan                      |
| Pale Olofsson                        | Larry                       |
| Cayetano Ruiz                        | učitel Ávila                |
| Patrik Rydmark                       | Conny                       |
| Johan Sömnes                         | Andreas                     |
| Mikael Erhardsson                    | Martin                      |
| Rasmus Luthander                     | Jimmy                       |
| Sören Källstigen                     | Erikův kamarád              |
| Bernt Östman                         | Virginiina zdravotní sestra |
| Kajsa Linderholm                     | učitelka                    |
| Susanne Ruben                        | Eli (starší)                |

## O natáčení

### Počátky filmu
Filmový projekt byl zahájen koncem roku 2004, kdy John Nordling, producent společnosti EFTI, kontaktoval vydavatelstvi Ordfront, aby získal práva na adaptaci Lindqvistova románu – ovšem s neúspěchem. Proto oslovil přímo Lindqvista a ukázalo se, že měli úplně stejný nápad, jaký film by chtěli udělat. Později byl do projektu uveden i režisér Tomas Alfredson. Ten i když normálně knihy nerad dostává, protože "je to soukromá věc, co si vybrat ke čtení", si novelu po několika málo týdnech přečetl. Byl hluboce ovlivněn zobrazením šikany. "Šikana je velmi těžká, velmi přízemní a nesentimentální (...) Když jsem vyrůstal měl jsem ve škole těžké období (...) Takže to se mnou opravdu otřáslo", sdělil Alfredson novinám Los Angeles Times.
Ajvide Lindqvist byl s Alfredsonovou předchozí prací již obeznámen a zjistil, že si oba "velmi dobře rozumí".

### Scénář
Lindqvist trval na tom, že scénář napíše on sám. Alfredson, který s upíry ani s hororovým žánrem neměl žádné zkušenosti, byl nad Lindqvistovým počínáním trochu skeptický, ale nakonec byl s konečným výsledkem velmi spokojen. Mnoho událostí a vedlejších postav bylo odstraněno za účelem se více zaměřit na vztah dvou hlavních postav. Zejména u postavy Håkana bylo mnoho věcí vynecháno, i včetně toho, že je pedofil. Jeho vztah s Eli byl ponechán pro volnou interpretaci.
Alfredson cítil, že film nemůže řešit tak závažné téma jako je pedofilie, protože by to odvádělo pozornost od hlavní příběhové linie.
Klíčová pasáž filmu přibližuje co se stane, pokud upír vstoupí do místnosti bez pozvání, což tradiční pojetí upírů obvykle zakazuje. Alfredson původně chtěl tuto scénu vynechat, ovšem Ajvide Lindqvist byl neústupný a tuto pasáž si prosadil. Ta se nakonec stala velmi úspěšnou a obdržela mnoho pozitivních kritik.
Román představuje Eli jako chlapce-hermafrodita, který byl před staletími vykastrován sadistickým upířím šlechticem. Film ukazuje otázku Elina pohlaví jako velmi nejasnou: krátká scéna, kde se Eli převléká, sice nabízí letmý pohled na její jizvy, ale žádné vysvětlení.
V samém závěru byl Ajvide Lindqvist s adaptací velmi spokojen. Když mu Alfredson ukázal prvních osm minut stopáže, byl štěstím bez sebe jelikož se mu to zdálo "zatraceně krásné". Později film popsal jako "mistrovské dílo".

### Obsazení rolí
Najít vhodné herce pro hlavní role trvalo téměř rok. Lina Leanderssonová odpověděla na reklamu, která hledala 12letého chlapce nebo dívku, a po třech konkurzech roli Eli dostala. Ovšem její hlas musel být předabován Elif Ceylanovou, jelikož byl posazen moc vysoko. Postavu Oskara si nakonec zahrál Kåre Hedebrant.
Alfredson popsal výběr herců jako nejtěžší část celého projektu. Měl zvláštní obavy o to, jak spolu dva hlavní aktéři budou vycházet, a aby ti co knihu četli neměli předsudky o tom, jak by měly postavy vypadat. Chtěl, aby herci vypadali co nejvíc nevinně a zároveň aby uměli mluvit a spolupracovat s kamerou. "Měli by být přesný opak toho druhého. Ona je vše, co on není. Tajemná, silná a statečná (...) Podobně jako dvě strany jedné mince."
Ve finále byl Alfredson s oběma herci velmi spokojen a často je chválil za to, že jsou "velmi inteligentní", "neuvěřitelně rozumní" a "nebývale fantastičtí".

### Filmování
Ačkoli se film odehrává v Blackebergu, předměstí Stockholmu, většina natáčení se konala v Luleå (v severním Švédsku), aby bylo zajištěno chladné počasí a dostatek sněhu.
Nicméně Alfredson natočil některé scény i v oblasti Blackebergu. Například scéna, kdy Eli skáče ze stromu na Virginii, byla natočena na Blackeberském náměstí. Nebo další pasáž, jak Eli útočí na Jockeho, byla nafilmována v nedalekém předměstí Råcksta.
Pro exteriér nemocnice byla použita radnice ve městě Boden.
Vzhledem k extrémní zimě se ale mnohé z venkovních detailních scén natáčela ve studiu.
Prolézačky, na kterých se odehrává mnoho interakcí mezi Oskarem a Eli, byly pro film speciálně navrženy. Jejich návrh byl vymyšlen tak, aby vyhovovaly formátu plátna, jelikož běžné prolézačky tuto podmínku nesplňují.

### Postprodukce
Film obsahuje asi 50 snímků, které byly dodělány počítačově. Alfredson chtěl, aby byly co nejvíce jemné a téměř neznatelné.
Například scéna, kdy se tlupa koček vrhá na Virginii, byla jedna z nejkomplikovanějších a vyžádala si týdny přípravy a plánování. Štáb pro tuto scénu použil kombinaci živé kočky, vycpané kočky a počítačové technologie.
Film se zaměřuje spíše na efekty analogového zvuku. Hlavní zvukař Per Sundström vysvětluje: "Klíčem k dobrým zvukovým efektům je práce s přírodními a reálnými zvuky. (...) Tyto analogové zvuky mohou být podle potřeby dále digitálně přepracovány, ale původ by měl být přirozený.". Sundström se chtěl co nejvíce přiblížit k hercům, aby bylo možné slyšet jejich srdeční tep, dýchání i polykání.
Později se v produkci rozhodlo, že se předabuje Linin hlas za nějaký méně ženský, aby se zdůraznil samotný příběh. "Eli má ve skutečnosti 200 let a ne dvanáct. Potřebovali jsme nesoulad. Kromě toho ji to dělá hrozivější." řekl Sundström. Pro dabing vyzkoušel muže i ženy do čtyřiceti let. Nakonec, po odhlasování, filmový štáb vybral Elif Ceylan. Stopáž jak Elif jí meloun nebo klobásu byla zkombinována s různými zvířecími zvuky, aby byl napodoben zvuk toho, jak Eli kouše do oběti a vysává z ní krev.
Tým zvukařů také vyhrál cenu Gulbagge Švédského filmového institutu za nejlepší výkon.

## Vypuštění do světa
Film Ať vejde ten pravý se prvního představení dočkal 26. ledna 2008 při příležitosti Mezinárodního filmového festivalu ve švédském Göteborgu. Zde také režisér Alfredson obdržel festivalové ocenění Nordic Film Prize. Následně se hrál i na několika dalších festivalech, včetně Tribeca Film Festivalu v New Yorku (24. dubna 2008), filmovém festivalu v Edinburghu (25. června 2008), nebo Neuchâtel Mezinárodním festivalu fantasy filmů ve Švýcarsku (3. července 2008), kde film získal ocenění Méliès d'Argent.

### Kritika
Švédští kritici hodnotili film vesměs pozitivně. Ve 26 recenzích na švédském portálu Kritiker.se dosáhl průměrného hodnocení 4/5.
V USA je film také velmi dobře hodnocen. Na stránce RottenTomatoes.com byl běžnými uživateli zhodnocen na 98% a odbornými kritiky na 97%.
Další z internetových recenzních portálů Bloody Disgusting zařadil film jako první na seznamu "Top 20 hororových filmů desetiletí" a v článku píše: "Pro hororový film je dost neobvyklé, aby byl dobrý. Ještě neobvyklejší je, aby fungoval jako pravé umělecké dílo. A film Ať vejde ten pravý mezi ně rozhodně patří – jednoduše krásný výtvor, který časem postupně odhaluje své taje a krásy přesně tak, jako opravdová umělecká díla. Jednoduchost příběhu umožňuje režiséru Alfredsonovi, aby se s pronikavým pochopením zaměřil na obě hlavní postavy, což z filmu dělá nejen skvělý film s upíří tematikou, ale také mu přidává na nadčasovosti. V podstatě jde o jednoduchý lidský příběh, ale zamýšlí se nad možnostmi propojení a vztahů mezi lidmi.".

### "Top 10" seznamy
Film se objevil na mnoha seznamech nejlepších filmů roku 2008.
- 1. místo – Mark Kermode, Radio 5 Live
- 1. místo – David Ansen, Newsweek
- 1. místo – Dan Jolin, Empire
- 1. místo – David Hughes, Empire
- 1. místo – Kim Newman, Empire
- 2. místo – Marc Savlov, Austin Chronicle
- 2. místo – Peter Vonder Haar, Film Threat
- 2. místo – Marc Mohan, Portland Oregonian
- 2. místo – Mike Russell, Portland Oregonian
- 3. místo – Mark Dinning, Empire
- 3. místo – Simon Crook, Empire
- 4. místo – Michael Phillips, Chicago Tribune
- 4. místo – Sean Axmaker, Seattle Post
- 5. místo – Ty Burr, Boston Globe
- 5. místo – V.A. Musetto, New York Post
- 5. místo – Helen O'Hara, Empire
- 5. místo – Liz Beardsworth, Empire
- 5. místo – James Dyer, Empire
- 5. místo – Sam Toy, Empire
- 6. místo – Kimberly Jones, Austin Chronicle
- 7. místo – Lawrence Toppman, Charlotte Observer
- 7. místo – Phil De Semlyen, Empire
- 7. místo – Olly Richards, Empire
- 8. místo – Scott Foundas, L.A. Weekly
- 9. místo – Andrea Gronvall, Chicago Reader
- 9. místo – Keith Phipps, The Onion AV Club
- 9. místo – Damon Wise, Empire
- 9. místo – Ian Freer, Empire
- 9. místo – Daniel Stephens, Top 10 Films

### Ocenění a nominace
Film Ať vejde ten pravý byl nominován v pěti kategoriích na cenu Guldbagge Švédského filmového institutu pro rok 2008. Nakonec však vyhrál ocenění za režii, scénář a kameru. Speciální cenu obdržela produkční designérka Eva Norén a sice Best Achievement Award (cena za největší úspěšnost).
Film také vyhrál cenu Méliès d'Argent na švýcarském Neuchâtel Mezinárodním festivalu fantasy filmů (NIFFF) a poté i Méliès d'Or za Nejlepší evropský fantasy celovečerní film, které uděluje Evropská federace fantasy-filmových festivalů, pod kterou patří i NIFFF.
I přesto, že je Ať vejde ten pravý mezinárodně velmi úspěšný film, nebyl Švédskem předložen na Oscara za nejlepší cizojazyčný film. Podrobnosti o jeho způsobilosti pro tuto cenu však vyústily v jakýsi zmatek a proto tuto cenu nemohl vyhrát.